# غارنت ريتشاردسون
غارنت ريتشاردسون هو لاعب كرلنغ كندي، ولد في 6 نوفمبر 1933 في Stoughton, Saskatchewan ‏ في كندا، وتوفي في 21 يناير 2016 في ريجاينا في كندا بسبب مرض باركنسون.

## وصلات خارجية
- غارنت ريتشاردسون على موقع الاتحاد الدولي للكرلنغ (الإنجليزية)
- غارنت ريتشاردسون على موقع قاعة كندا للمشاهير الرياضية (الإنجليزية)